# 舒布基夫
50°41′55″N 26°31′21″E / 50.69861°N 26.52250°E

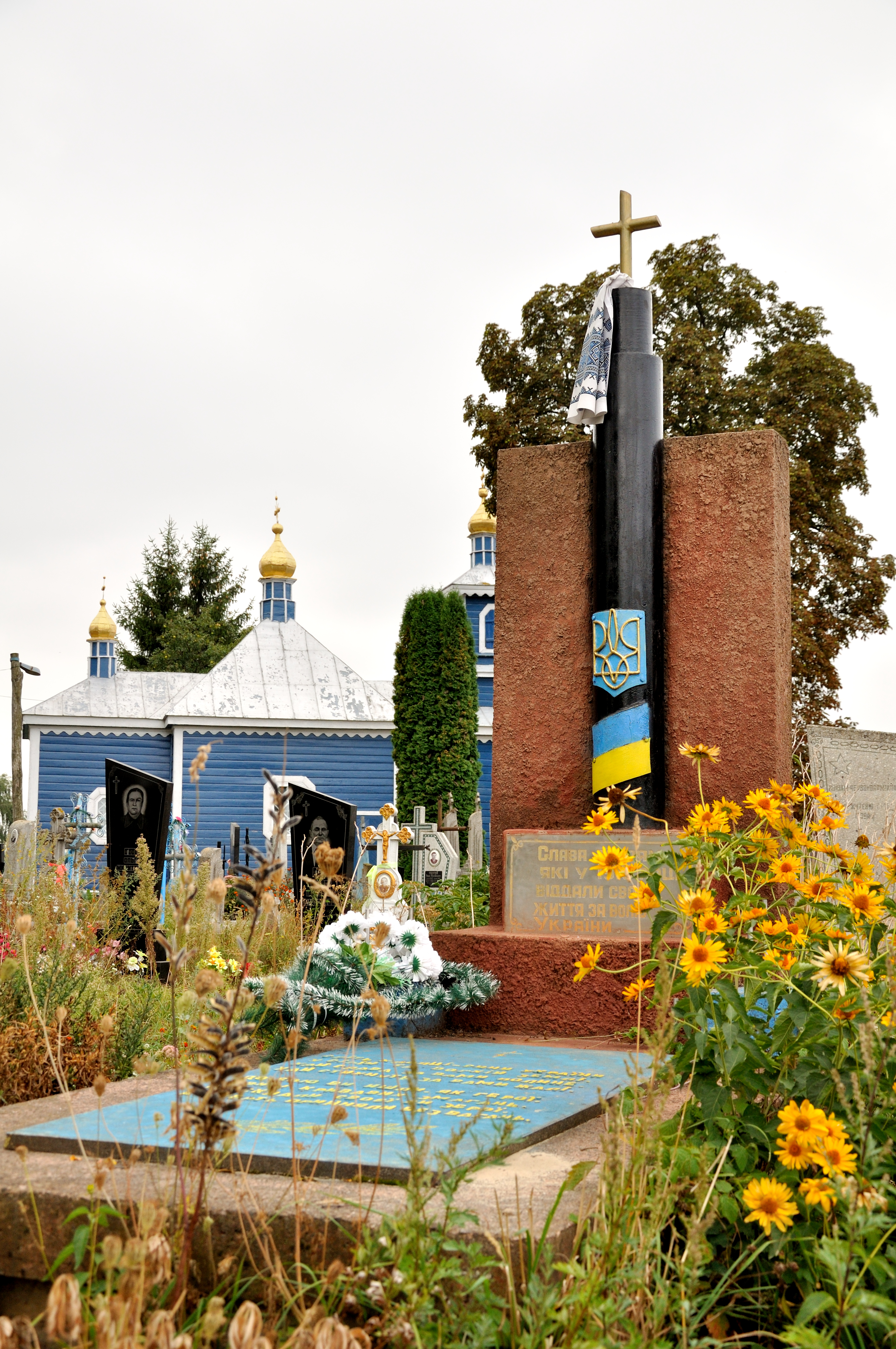
烈士墓

舒布基夫（烏克蘭語：Шубків），是烏克蘭西北部里夫内州里夫内区白克里尼察市镇的村落。始建於1445年，面積1.34平方公里，海拔高度176米，人口1,635，人口密度每平方公里1,317.2人。